# يولاندا أريتا
يولاندا أريّتا (بالإسبانية: Yolanda Arrieta)‏ هي كاتِبة وكاتبة للأطفال إسبانية، ولدت في 6 يوليو 1963 في إتيكسبارريا في إسبانيا.